# 矮攀龙属
矮攀龙属（学名：Ascendonanus）为蜥代龙科的一个属。

## 下属物种
本属包括以下物种：
- Ascendonanus nestleri Spindler, Werneburg, Schneider, Luthardt, Annacker & Rößler, 2018[2]